# 汤维建
汤维建（1963年8月—），江苏丹阳人，汉族，中华人民共和国政治人物、第十一届全国政协委员。
加入中国国民党革命委员会，担任民革中央常委、中国人民大学法学院诉讼法教研室副主任。2008年，当选第十一届全国政协委员，代表中国国民党革命委员会，分入第四组。2018年1月，当选第十三届全国政协委员。